# Trichomycterus laucaensis
Trichomycterus laucaensis é uma espécie de peixe da família Trichomycteridae.
É endémica do Chile.